# Džunko Tabeiová
Džunko Tabeiová (japonsky 田部井淳子 anglický přepis: Tabei Junko; 22. září 1939, Miharu prefektura Fukušima – 20. října 2016 Kawagoe prefektura Saitama) byla japonská horolezkyně. Dne 16. května 1975 byla první ženou, která vystoupila na Mount Everest. V roce 1992 se stala první ženou, která zdolala nejvyšší vrcholy všech kontinentů tzv. Seven Summits. V roce 2006 vystoupila taky na Gerlachovský štít a Rysy ve Vysokých Tatrách.

## Život

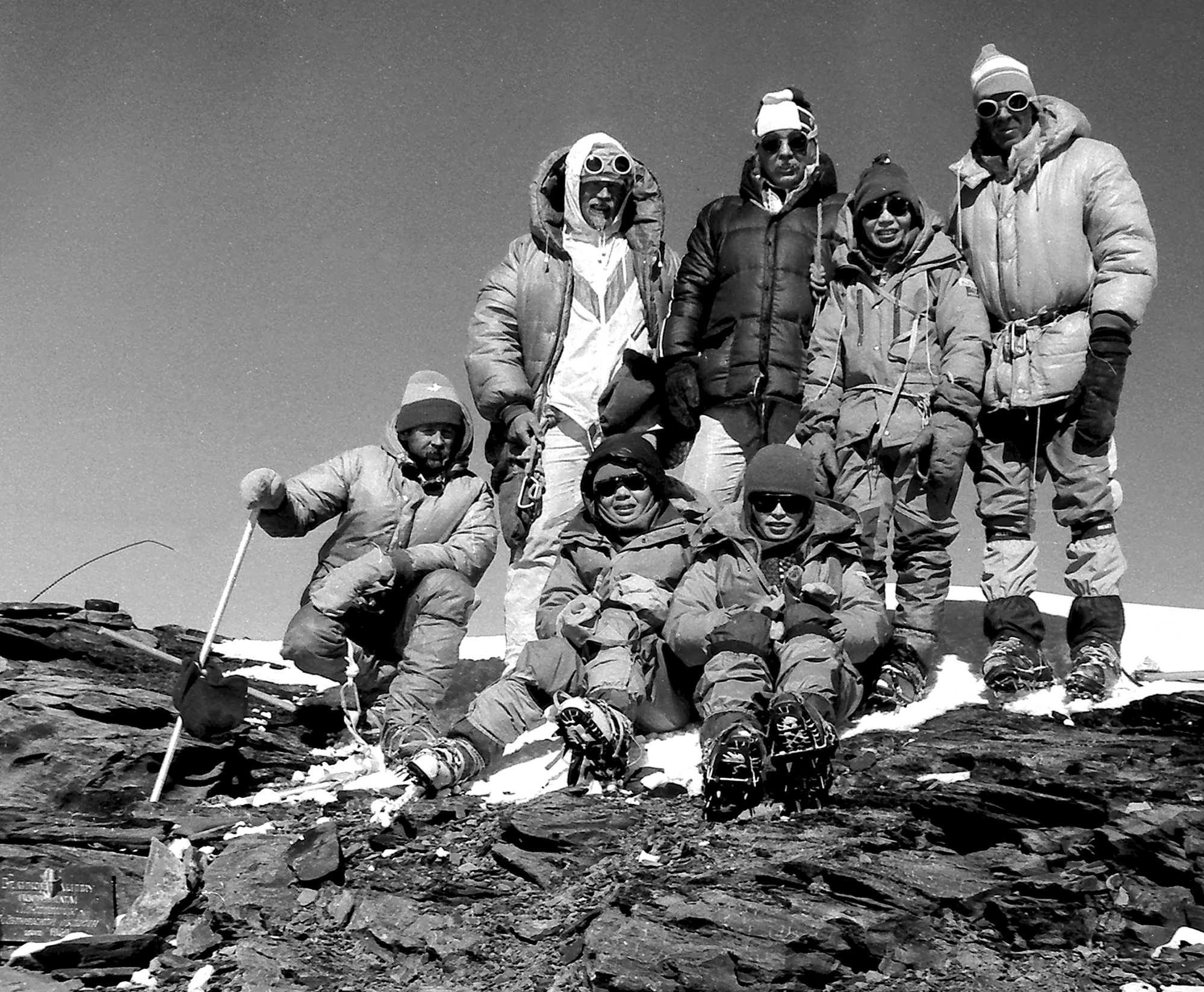
Džunko Tabeiová (stojící druhá zprava) s estonskými a japonskými kolegy na vrcholu Piku Kommunizma (Qulai Ismoili Somoni) v roce 1985

Vystudovala anglickou literaturu na soukromé vysoké škole Šōwa Džoši Daigaku (昭和女子大学) v Tokiu. Horolezectví se začala věnovat ve svých deseti letech. Během studia sportovní aktivity přerušila, k horolezectví se vrátila až po dokončení studia. V roce 1972 byla Tabeiová považována za jednu z nejlepších horolezkyň nejen v Japonsku, ale i na světě. Noviny Yomiuri Shimbun a televizní stanice Nippon se rozhodli sestavit čistě ženský tým, který podnikne výstup na Mount Everest. Ze stovek uchazeček o tuto expedici bylo nakonec vybráno 15 žen, včetně Džunko Tabeiové.
Po dlouhém tvrdém tréninku odcestovala skupina žen na jaře 1975 do Kátmándú a vytvořila tým Šerpa. K cestě využila stejnou trasu jako první horolezci šerpa Tenzing Norgay a Edmund Hillary. Začátkem května 1975 se tým tábořil v nadmořské výšce 6300 metrů, vzápětí přišla sněhová bouře a pohřbila celý tým v lavině. Všechny účastnice byly pod sněhem. Džunko Tabeiová ztratila vědomí asi na šest minut, dokud ji jeden šerpa nevykopal. Pak podnikla úspěšný výstup a pokračovala ve zdolávání osmitisícovek i v následujících letech. Jako jediná žena na světě zdolala všech sedm nejvyšších vrcholů.

## Výstupy
- 16. května 1975 Mount Everest (8 849 m n. m.), Himálaj v 35 letech
- 1985 Qullai Ismoili Somoni (7 495 m n. m.), Tádžikistán
- Kilimandžáro (5 895 m n. m.), Tanzanie
- Vinson Massif (4 892 m n. m.), Antarktida
- Elbrus (5 642 m n. m.), Kavkaz, Rusko
- Aconcagua (6 961 m n. m.), Andy, Argentina
- Denali (6 190 m n. m.), Kordillery, USA
- 28. července 1992 získala Korunu planety
- Štít Korženěvské (7 105 m n. m.), Pamír, Tádžikistán
- Pik Lenina (7 134 m n. m.), Pamír
- Džengiš Čokusu (7 439 m n. m.), Ťan-šan
- Chan Tengri (6 995 m n. m.), Ťan-šan
- 1995 pátá sedmitisícovka v bývalém Rusku
- červen 2011 Hora Fudži (3 776 m n. m.), Japonsko, poslední výstup na vrchol